# Мартенс, Лике
Лике Элизабет Петронелла Мартенс (нидерл. Lieke Elisabeth Petronella Martens; род. 16 декабря 1992, Берген, Лимбург) — нидерландская футболистка, полузащитник клуба «Пари Сен-Жермен». Лучшая футболистка Европы 2017 года. Лучшая футболистка 2017 года по версии ФИФА.

## Карьера
Профессиональную карьеру начала в 2009 году в составе «Херенвена», в 2010 году перешла в «ВВВ-Венло».
Сезон 2011/12 провела в льежском «Стандарде»". В первом официальном матче за бельгийскую команду забила два мяча, обеспечив своему клубу победу в матче за Суперкубок БеНе.
С 2012 по 2014 год играла за «Дуйсбург».
В начале 2014 года перешла в «Коппарбергс/Гётеборг». Главный тренер команды Стефан Рен сравнивал свою подопечную с другой голландской футболисткой — Манон Мелис.
В ноябре 2015 года заключила однолетний контракт с действующим чемпионом Швеции — «Русенгордом».
В 2017 году, перед чемпионатом Европы, подписала контракт с «Барселоной».
Её гол в ответном полуфинале Лиги чемпионов УЕФА в ворота «Пари Сен-Жермен», вошёл в топ-5 лучших голов Лиги чемпионов УЕФА сезона 2020/21.
16 июня 2022 года подписал трёхлетний контракт с французским клубом «Пари Сен-Жермен».

## Сборная
В 2010 году разделила титул лучшего бомбардира чемпионата Европы среди девушек до 19 лет с немкой Турид Кнаак.
В августе 2011 года в товарищеском матче против Китая дебютировала за первую сборную.
В 2013 году вошла в состав сборной на чемпионат Европы в Швеции.
В 2015 году забила первый мяч сборной Нидерландов на чемпионатах мира.
На чемпионате Европы 2017 забила три мяча, выиграла золотую медаль и получила «Золотой мяч» лучшему игроку турнира и «Бронзовую бутсу», став третьим бомбардиром турнира. Также на счету Лике две результативные передачи.
На мировом первенстве 2019 года, которое проходило в июне во Франции, Лике в матче 1/8 финала против сборной Японии забила два гола и помогла своей команде победить со счётом 2:1.

## Статистика выступлений

### Клубная статистика
| Клуб             | Сезон            | Лига | Лига | Кубок | Кубок | Лига чемпионов | Лига чемпионов | Суперкубок Испании | Суперкубок Испании | Кубок Каталонии | Кубок Каталонии | Итого | Итого |
| Клуб             | Сезон            | Игры | Голы | Игры  | Голы  | Игры           | Голы           | Игры               | Голы               | Игры            | Голы            | Игры  | Голы  |
| ---------------- | ---------------- | ---- | ---- | ----- | ----- | -------------- | -------------- | ------------------ | ------------------ | --------------- | --------------- | ----- | ----- |
| Барселона        | 2017/18          | 29   | 11   | 4     | 1     | 5              | 2              | -                  | -                  | 0               | 0               | 38    | 14    |
| Барселона        | 2018/19          | 23   | 11   | 2     | 1     | 6              | 2              | -                  | -                  | 2               | 0               | 33    | 14    |
| Барселона        | 2019/20          | 12   | 1    | 1     | 0     | 2              | 0              | 2                  | 1                  | 0               | 0               | 17    | 2     |
| Барселона        | 2020/21          | 25   | 15   | 5     | 0     | 8              | 5              | 0                  | 0                  | -               | -               | 38    | 20    |
| Барселона        | 2021/22          | 21   | 17   | 3     | 2     | 6              | 2              | 2                  | 2                  | -               | -               | 32    | 23    |
| Барселона        | Итого            | 110  | 55   | 15    | 4     | 27             | 11             | 4                  | 3                  | 2               | 0               | 158   | 73    |
| Всего за карьеру | Всего за карьеру | 0    | 0    | 0     | 0     | 0              | 0              | 0                  | 0                  | 0               | 0               | 0     | 0     |

## Достижения

### Командные
«Стандард»
- Обладательница Суперкубка БеНе: 2011

«Русенгорд»
- Обладательница Кубка Швеции: 2015/16
- Обладательница Суперкубка Швеции: 2016

Сборная Нидерландов
- Победительница чемпионата Европы: 2017

### Личные
- Лучшая футболистка Европы: 2017
- Лучшая футболистка мира по версии ФИФА: 2017
- Команда сезона Лиги чемпионов УЕФА (2): 2017/18, 2020/21[12]